# Pandolf IV de Capoue
Pour les articles homonymes, voir Pandolf.
Pandolf IV de Capoue  (Italien Pandolfo IV principe di Capua )  surnommé  le Loup des Abruzzes (né vers 986 - mort en février 1049 ou mars 1050) est un prince de Capoue qui règne de 1014 à 1049/1050 avec plusieurs interruptions.

## Biographie

### Origine
Pandolf IV de Capoue est le fils et successeur de Pandolf III de Capoue mort en 1014. Corégent de son cousin le jeune Pandolf II († 1022), c'est lui qui exerce le pouvoir effectif de 1016 à 1022. En 1020 il associe au trône son fils Pandolf V.

### Premier règne
Après l'intervention de l'archevêque guerrier Pilgrim de Cologne qui capture Pandolf IV, l'empereur Henri II du Saint-Empire l'envoie comme captif en Allemagne et  impose entre  1022 et 1026, comme prince Pandolf VI de Teano et son fils et associé Jean.
Après la mort de l'empereur  il est libéré grâce à l'intercession de Guaimar IV de Salerne et revient en Italie dès la fin 1024. Pour récupérer Capoue, il s'allie avec le Catapan byzantin Basil Boiannes pour mettre  le siège devant la ville. Après un siège de 18 mois, Capoue capitule en 1026. Pandolf de Teano et son fils se retirent auprès du duc Jean IV de Naples. Pandolf IV désormais dans l'orbite de l'empire byzantin reprend le trône de 1026 à 1038 ; c'est alors qu'il associe de nouveau au trône son fils Pandolf V puis en 1038, Landolf VI, le fils de Pandolf V.

### Restauration et déchéance
Pandolf IV poursuit ensuite Serge IV de Naples de sa  vindicte et réussit à occuper en 1027 le duché de Naples pendant que Serge IV se réfugie à Gaète et Pandolf de Teano et son fils à Rome.  En 1029, Serge IV parvient à reprendre Naples avec l'appui de Rainulf Drengot et de ses mercenaires Normands. Comme récompense le normand est établi à comme comte d'Aversa.
Pandolf IV s'en prend ensuite à Gaète coupable d'avoir protégé Serge IV de Naples et la ville tombe en son pouvoir en 1032  il attire ensuite Théobald l'abbé du Mont-Cassin à Capoue  l'emprisonne  il le remplace par une de ses créatures un moine grec de Calabre nommé Basile et il  oblige ses nouveaux sujets à  lui prêter serment. Théobald meurt en 1036 retiré dans un couvent des Marches. Il chasse également l'archevêque de Capoue Adenolf qui avait été imposé par l'empereur en 1022 et il installe à sa place l'un de ses bâtards nommé Hildebrand. Rainulf Ier d'Aversa décide alors de s'allier avec Pandolf IV.
Malgré les plaintes de l'église et l'inquiétude de Guaimar IV de Salerne devant la puissance croissante de Pandolf IV le faible empereur byzantin grec Michel IV sollicité est dans l'incapacité d'intervenir  dans le sud de l'Italie du Sud.  Guaimar fait alors appel à l'empereur Conrad II qui n'hésite pas à organiser une expédition en Italie au printemps 1038. Pandolf IV envoie alors son épouse et son fils au devant de l'empereur à Troia avec des présents. La princesse réussit à obtenir la grâce de son époux qui perd toutefois sa principauté. Pandolf IV doit s'enfuir à Constantinople  où il est emprisonné. Il réussit à s'échapper et à revenir en Italie  avant la mort de Michel IV. Pendant ce temps Conrad II chasse du Mont-Cassin l'homme de paille et nomme  à sa place le bavarois Richer. Il  investit la même année   le prince Guaimar IV de Salerne comme prince de Capoue. Ce dernier  étend aussi son pouvoir sur Gaète et Sorrente  qu'il confie à son frère Guy il devient le plus puissant des princes  lombards.

### Dernier règne
Pandolf revenu de Constantinople en 1041 et maitre de quelques places fortes cherche avec l'appui de Normands à reconquérir Capoue et le contrôle du Mont-Cassin.  En 1047,  lors d'une descente de  l'empereur Henri III du Saint-Empire, fils de Conrad II, en Italie, Pandolf IV lui achète littéralement contre une forte somme le rétablissement de sa souveraineté sur Capoue. Guaimar V réussit à se rétablir provisoirement à Capoue pendant quelques  mois mais il est, finalement, assassiné en juin 1052  et Pandolf IV règne jusqu'à sa mort en 1049/1050. Son fils et corégent depuis 1020 Pandolf V lui succède alors.

## Union et Postérité
Pandolf IV épouse une certaine Maria  d'origine inconnue dont trois  enfants :
- Pandolf V de Capoue ;
- Marie épouse Atenolf d'Aquino duc de Gaète en 1045 ;
- Sichelgarde épouse de Lando II d'Aquino ;
- une fille,  fiancée en 1047 à Robert Guiscard.

Il est également le père d'un bâtard Hildebrand qu'il impose comme archevêque de Capoue.

## Sources
- Jules Gay L'Italie méridionale et l'Empire byzantin depuis l'avènement de Basile Ier jusqu'à la prise de Bari par les Normands (867-1071) Albert Fontemoing éditeur, Paris 1904 p. 636.
- Thierry Stasser. "Où sont les femmes? Prosopographie des femmes des familles princières et ducales en Italie méridionale depuis la chute du royaume lombard (774) jusqu’à l’installation des Normands (env. 1100)." Prosopon: The Journal of Prosopography, 2006.
- Venance Grumel Traité d'études byzantines La Chronologie: Presses universitaires de France Paris 1958, « Princes Lombards de Bénévent et de Capoue » p. 418-420.
- Pierre Aubé Les empires normands d'Orient Librairie académique Perrin, Paris 1991  (ISBN 201278738X).
- (en) Pandolf IV (1014-1049)   sur le site Medieval Lands.